# Waskada
Waskada est une ville du Manitoba située au sud-ouest de la province et enclavée dans la municipalité rurale de Brenda et limitrophe du Dakota du Nord. Fondé en 1900, le village de Waskada avait une population de 199 habitants en 2006, soit en décroissance de 4,33 % puisque celle-ci s'établissait à 208 habitants en 2001.

## Description
Depuis 2006, Waskada représente la plus petite communauté incorporée, soit cité, ville ou village, du Manitoba. En 2011, Waskada fut frappé par un boom prétrolier amenant une augmentation de la population et de commerces dans la communauté.

## Démographie
| 2001 | 2006 | 2011 | 2016 |
| ---- | ---- | ---- | ---- |
| 208  | 199  | 183  | 167  |

## Référence
- (en) Cet article est partiellement ou en totalité issu de l’article de Wikipédia en anglais intitulé « Waskada, Manitoba » (voir la liste des auteurs).

1. ↑  « Statistique Canada - Profils des communautés de 2006 -    Waskada » (consulté le 6 juin 2020)
2. ↑  « Statistique Canada - Profils des communautés de 2016 -   Waskada » (consulté le 4 juin 2020)